# Hypsiforma hypsoides
Hypsiforma hypsoides är en fjärilsart som beskrevs av Butler 1879. Hypsiforma hypsoides ingår i släktet Hypsiforma och familjen nattflyn. Inga underarter finns listade i Catalogue of Life.